# سمامة بيضاء الزمك
سمامة بيضاء الزمك (الاسم العلمي:   Apus  caffer) (بالإنجليزية: White-rumped  Swift)‏ هو طائر ينتمي إلى سمامة (فصيلة: Apodidae).

## معرض صور

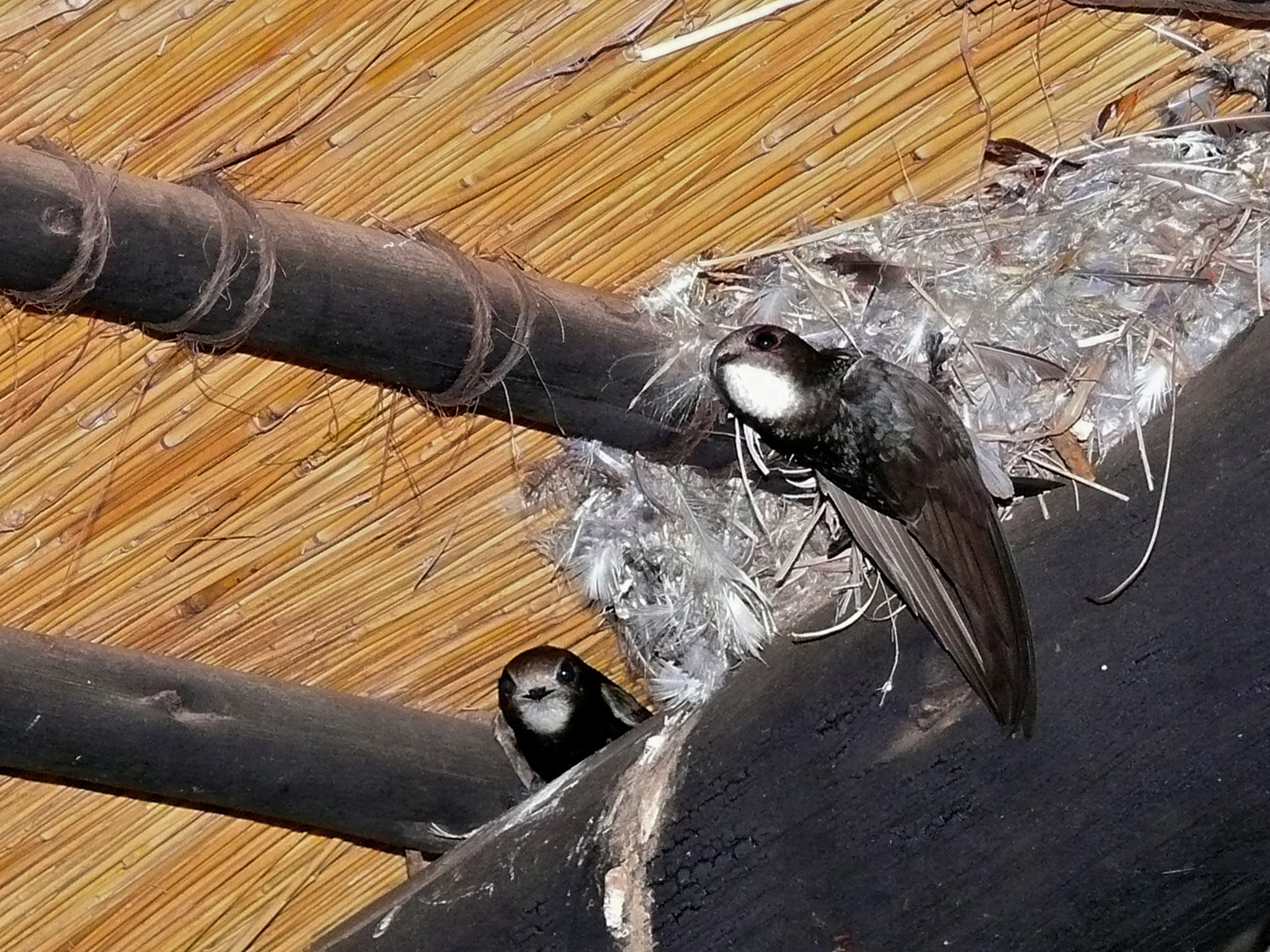
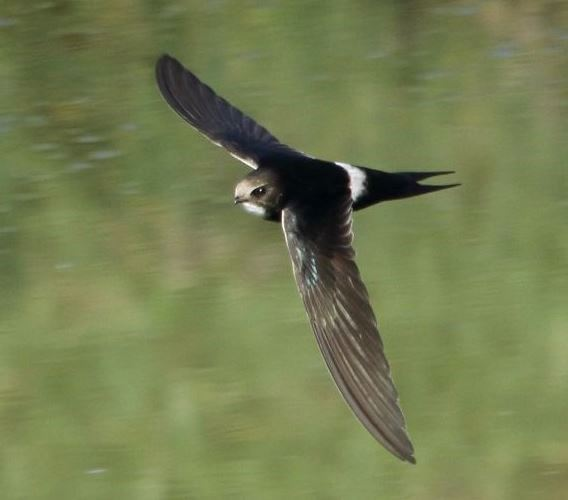
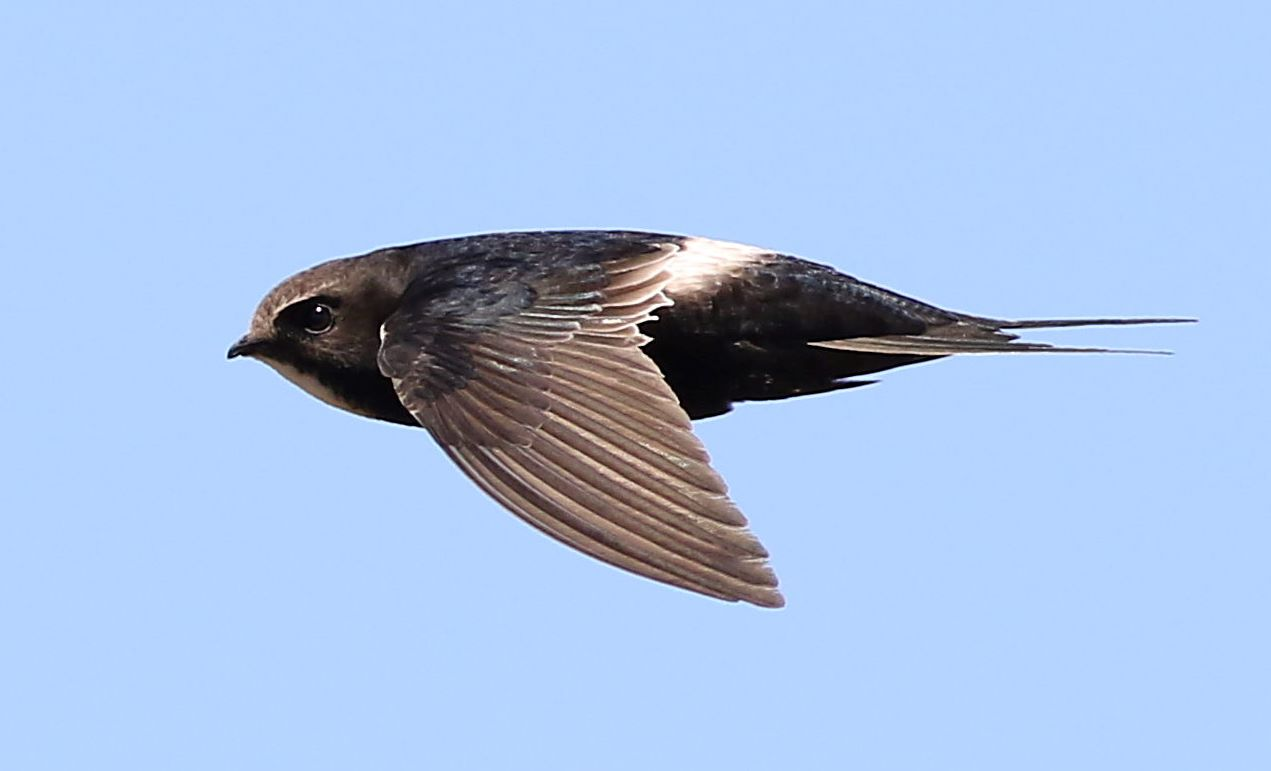
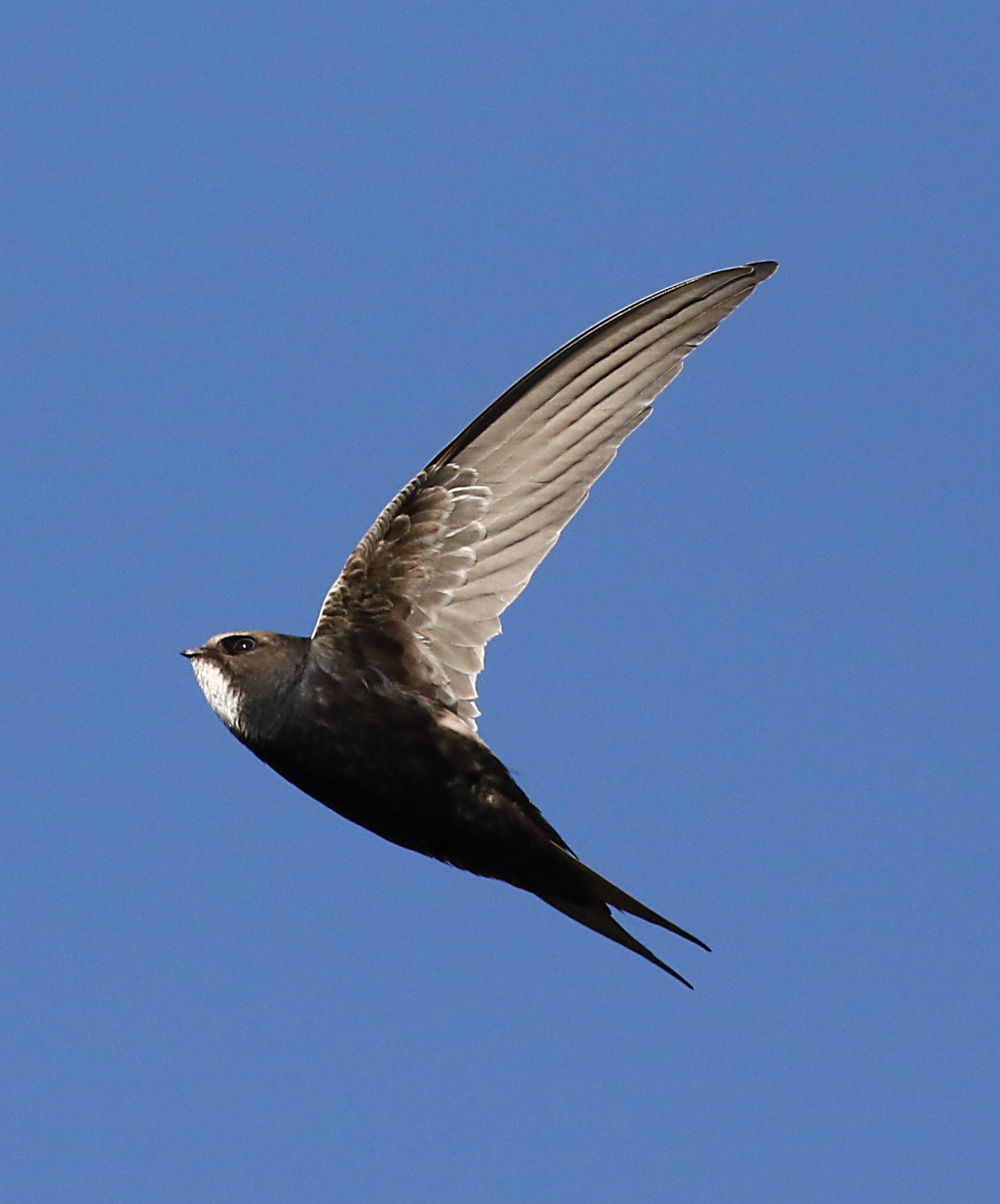
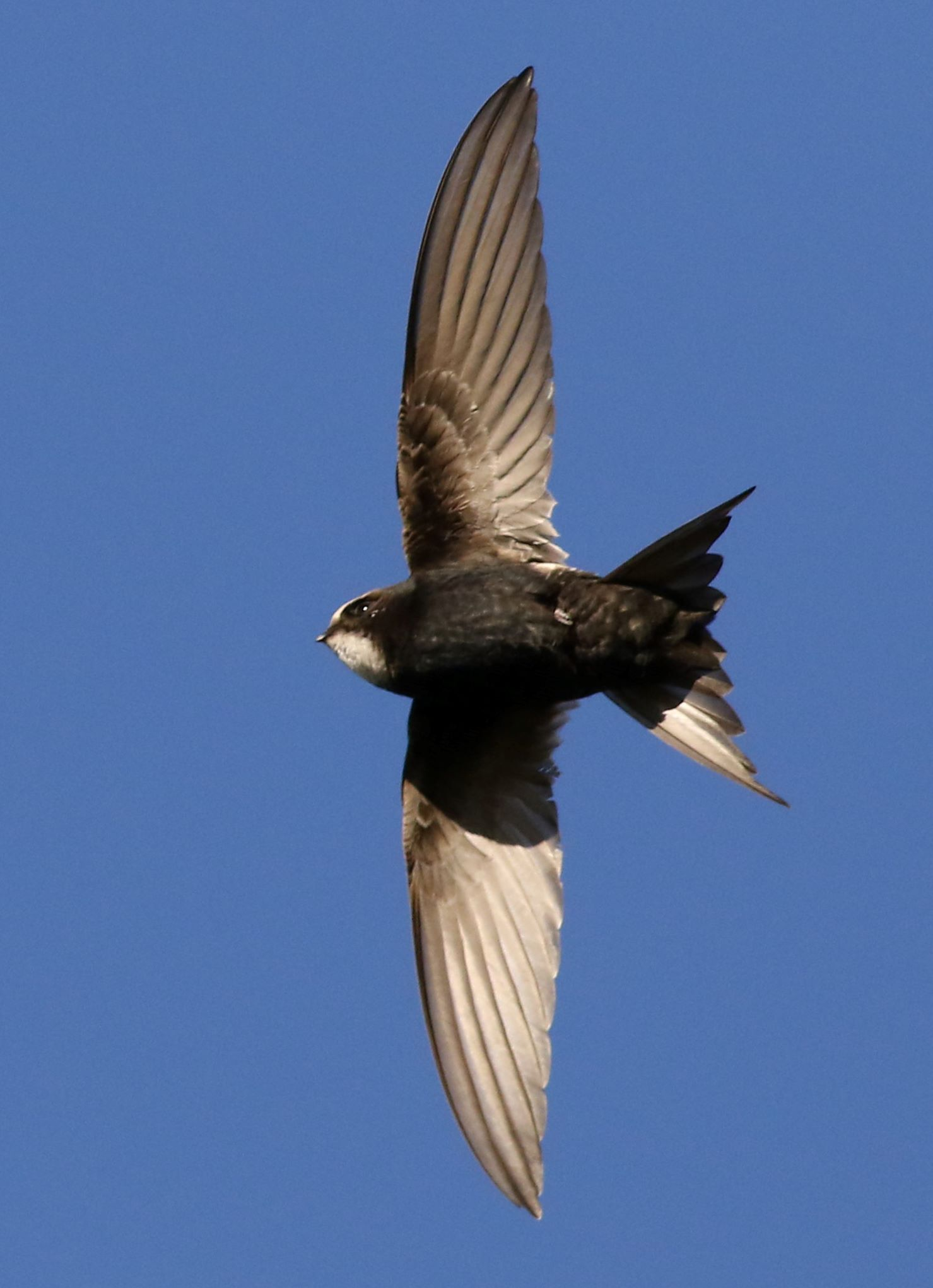
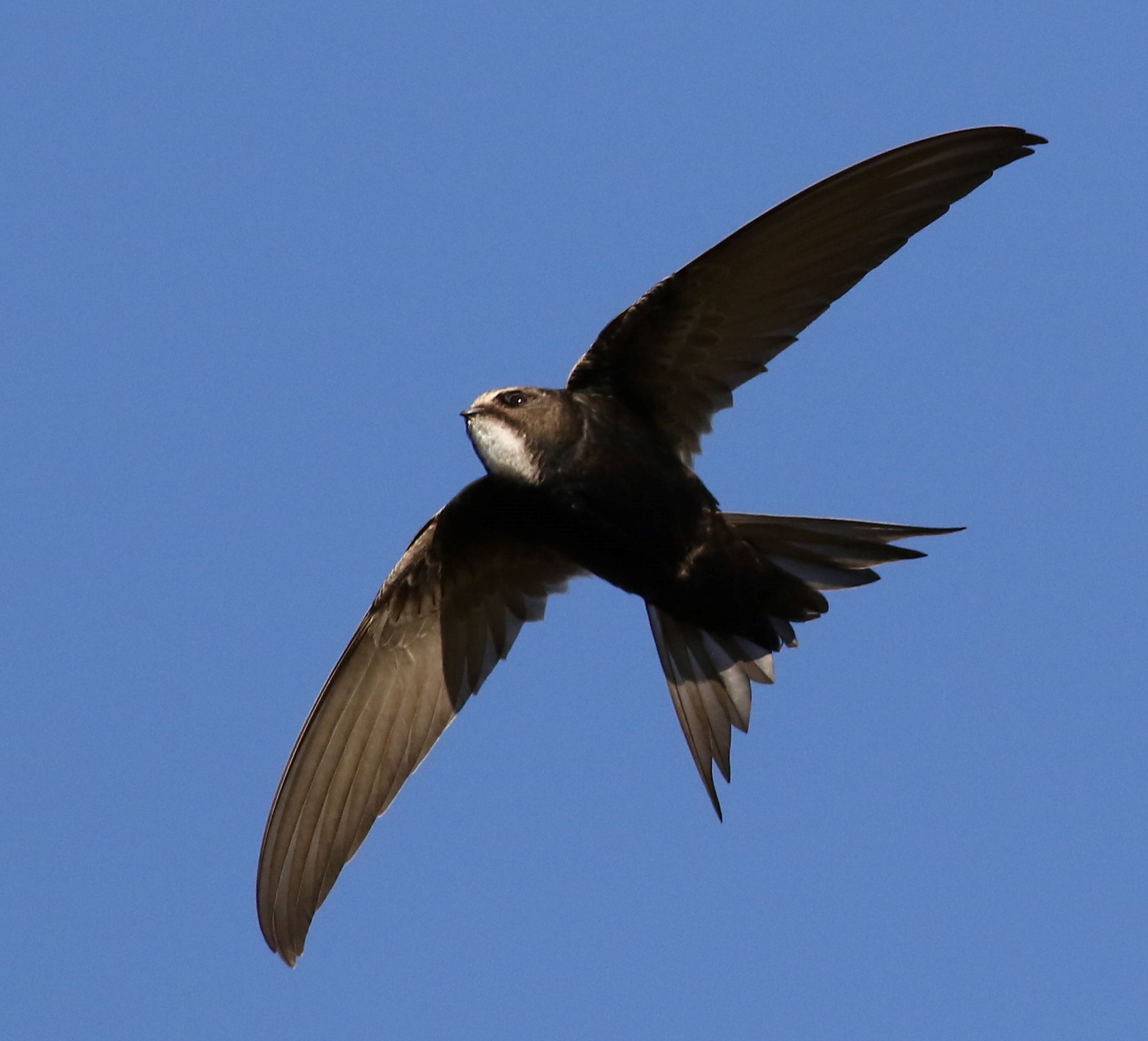